# ساندي لام
ساندي لام (بالصينية: 林憶蓮) هي مغنية وممثلة صينية، ولدت في 26 أبريل 1966 في هونغ كونغ في الصين.

## وصلات خارجية
- ساندي لام على موقع IMDb (الإنجليزية)
- ساندي لام على موقع ميوزك برينز (الإنجليزية)
- ساندي لام على موقع أول ميوزيك (الإنجليزية)
- ساندي لام على موقع ديسكوغز (الإنجليزية)
- ساندي لام على موقع قاعدة بيانات الفيلم (الإنجليزية)